# فاطمة الطباخ
فاطمة الطباخ (22 أكتوبر  1980 -)، مذيعة وممثلة كويتية.

## عن حياتها
حاصلة على البكالوريوس في النقد والأدب المسرحي من «المعهد العالي للفنون المسرحية» ، وكانت بدايتها في تقديم البرامج خلال تقديم البرامج الإذاعية في إذاعة «كويت اف ام» ، وفي عام 2009 شاركت كممثلة في مسلسل رسائل من صدف، وفي عام 2010 خلعت الحجاب ، واستمرت في المجال الفني.

## أعمالها

### من المسلسلات
- رسائل من صدف.
- الحب الكبير.
- اميمة في دار الايتام.
- ساهر الليل.
- جفنات العنب.
- امرأة تبحث عن المغفرة.
- البيت بيت ابونا.
- لا موسيقى في الأحمدي.
- جمان.
- بيت الذل.
- الناجية الوحيدة.

### تقديم البرامج
- للذكرى نغم.
- سوالفنا حلوة.
- شفاء الصدور - برنامج إذاعي.
- الميكرفون الطائر - برنامج إذاعي.
- السهرة.

### من المسرحيات
- عنبر و11 سبتمبر.

### من الأفلام
- ساحة الحرب.
- عبدال موفيز.